# イニスフリー
「イニスフリー（innisfree）」は、韓国発のコスメブランド、化粧品会社。
アモーレパシフィックの子会社とし、2000年に誕生した。

## 概要
- ブランド名：ブランド名“イニスフリー”は、ウィリアム・バトラー・イェイツの詩「innisfree」に由来し、「肌に休息を与える島」を意味している。
- コンセプト：イニスフリーは「Natural Benefits from JEJU(チェジュ島の自然の恵みをそのままに。)」をコンセプトに誕生。 アモーレパシフィックの創始者であるソ・ソンファン会長は 「澄んだ新鮮な空気」「柔らかく暖かな日差し」「肥沃な大地」「新鮮で清らかな水」の4つのエネルギーが調和しているとし、チェジュ島の原料を製品に積極的に使用している。
- イニスフリーとチェジュ島：チェジュ島の自社農園で栽培した緑茶を使用した「グリーンティー バランシング」(2000年)ラインの発売を皮切りに、現在までにグリーンティー、ヴォルカニック、チェリーブロッサム、デコポン、キャノーラ、カメリア、ビジャ、オーキッド、ブラックティー、溶岩海水などの原料を化粧品ラインに使用している。長年チェジュ島と深い関係にあったアモーレパシフィックの創始者であるソ・ソンファン会長は、1970年代当時、西帰浦地域が緑茶の生産に最適の場所だと判断し、石と土で覆われた荒地を耕し、今日の無農薬緑茶畑へと発展させた。これらは後のイニスフリーの原点となり、チェジュ島の原料を丹念に取り入れた製品として、自然の恵みを顧客に伝える基礎となった。
  - 原料：アモーレパシフィックは独自に管理している茶畑で [無農薬緑茶[2]]を栽培し、新鮮な[緑茶[3]]はイニスフリーを代表するグリーンティー ラインのキー原料として使用されている。
  - フェアトレード：イニスフリーが販売するカメリアとビジャラインの原料は[フェアトレード[4]]契約を結んでいる。生産者や労働者の生活改善と自立を目指す地域社会を創出するため、落ちた原料のみを使用し、環境被害を最小限に抑えるために努力している。
  - 生態系の保護：チェジュ島の生態系の宝庫である原生林の「[ゴッジャワル[5]]」の自然保護を目的として、「フォレストフォーメン ライン」の収益金の一部を「The Gotjawal Trust of Jeju」へ寄付している。2012年から2017年までに総額5億ウォンを寄付した。

## 沿革
- 2000年：韓国初の自然派ブランド、イニスフリー誕生
- 2003年：空き容器回収キャンペーンスタート
- 2005年：韓国にブランド初の路面店オープン
- 2006年：オリーブを活かした高保湿ラインを発売
- 2007年：韓国100号店オープン
- 2008年：チェジュ島の緑茶を活かしたグリーンティーラインを発売
- 2009年：チェジュのオルレキルのスポンサー開始
- 2010年：イニスフリー誕生10周年
- 2011年：クリーン チェジュ キャンペーンがスタート
- 2012年：グローバル進出1号店、中国・上海南京西路店オープン(4月)
- 2015年：イニスフリー誕生15周年
- 2016年：ベトナム進出
- 2017年：アメリカ合衆国進出
- 2018年：日本進出
- 2019年：日本公式オンラインショップオープン

## グローバル進出
イニスフリーは2017年3月にインドネシアのジャカルタにインドネシア1号店、2017年9月には米国市場に進出。 2018年3月に東京表参道に1号店をオープンし、東京都内に6店舗、名阪エリアに6店舗、北海道に1店舗、九州に1店舗、神奈川県1店舗を展開中。オーストラリアにメルボルン1号店、フィリピンにマニラ1号店をオープンして、2019年には、カナダにトロント1号店をオープンするなど、グローバル市場の拡大に総力を挙げている。近年ではロシア、中東の市場にも進出の領域を広げている。

## 代表商品
- グリーンティーシードセラム： グリーンティーシードセラムは世界で累積販売量2500万本のイニスフリーの代表製品である。乾燥しやすい洗顔後に肌になじませることによって、肌の角質層のすみずみまで潤いを届ける導入美容液。
- スーパーヴォルカニック ポア クレイマスク 2X：スーパーヴォルカニック ポア クレイマスク 2Xは皮脂吸着成分ヴォルカニック スフィアを配合しテカリやベタつきの原因となる余分な皮脂をしっかり落とす、すっきりとした使い心地のマスク。
- オーキッド エンリッチド クリーム：寒さ厳しい真冬に咲く寒蘭から抽出した成分、Orchidelixir 2.01が気になり始めた肌の変化にアプローチし、乾燥を防ぎ、ハリツヤのある肌を叶えるファーストエイジングケア*2クリーム。
- チェリーブロッサム トーンアップ クリーム UV SPF30 / PA++：チェリーブロッサム トーンアップ クリーム UV SPF30 / PA++は紫外線を防ぎ、自然にトーンアップしたサクラ肌へ。 保湿成分 サクラ葉エキス配合の日中用クリーム。
- ノーセバム ミネラルパウダー ：ノーセバム ミネラルパウダー は皮脂吸着パウダー*1とミネラル皮脂コントロールパウダー*2が過剰な皮脂を吸着し、メイクしたてのようなさらさらマットな肌を演出するパウダー。*1 変性コーンスターチ、（ジメチコン／ビニルジメチコン）クロスポリマー、マイカ　*2 シリカ、マイ